# Woloskiwzi (Korjukiwka)
Woloskiwzi (ukrainisch Волосківці; russisch Волосковцы Woloskowzy) ist ein Dorf in der ukrainischen Oblast Tschernihiw mit etwa 500 Einwohnern (2021).

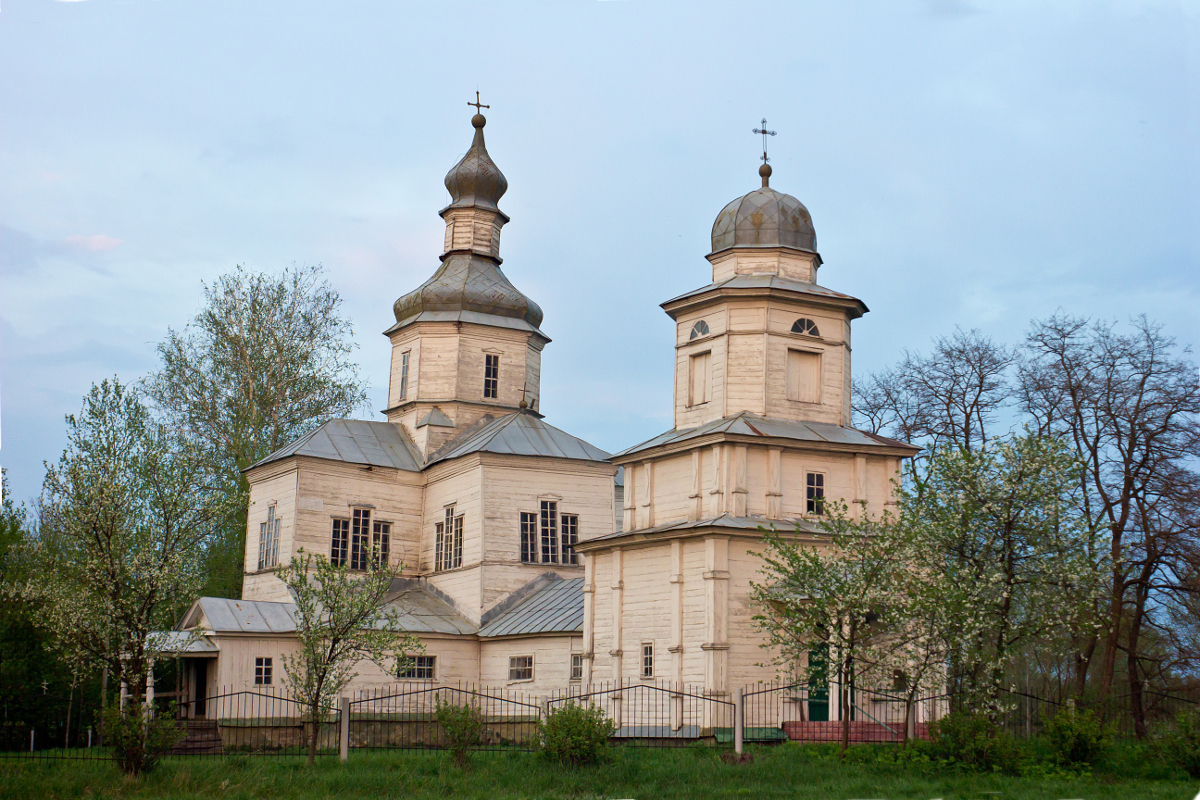
Mariä-Himmelfahrt-Kirche im Dorf

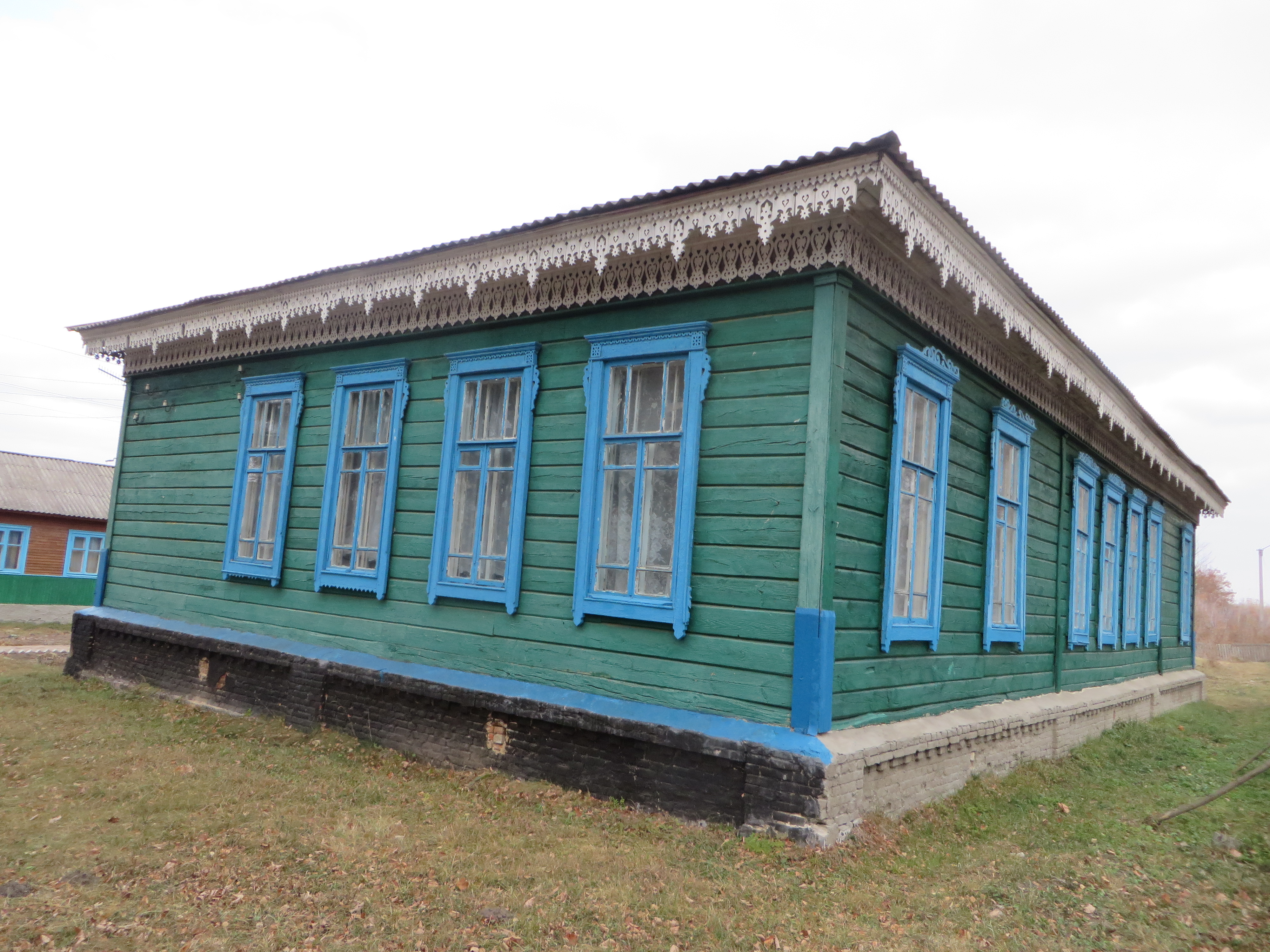
Das Dorfschulgebäude

Das erstmals 1660 schriftlich erwähnte Dorf liegt auf einer Höhe von 139 m am Ufer der Djahowa (Дягова), einem 23 km langen, rechten Nebenfluss der Desna-Zuflusses Mena (Мена), 14 km westlich vom ehemaligen Rajonzentrum Mena und 55 km östlich vom Oblastzentrum Tschernihiw.
Durch das Dorf verläuft die Regionalstraße P–12.
Am 12. Juni 2020 wurde das Dorf ein Teil der Stadtgemeinde Mena, bis dahin bildete es zusammen mit dem Dorf Stepaniwka (Степанівка) die gleichnamige Landratsgemeinde Woloskiwzi (Волосківська сільська рада/Woloskiwska silska rada) im Zentrum des Rajons Mena.
Am 17. Juli 2020 kam es im Zuge einer großen Rajonsreform zum Anschluss des Rajonsgebietes an den Rajon Korjukiwka.

## Söhne und Töchter der Ortschaft
- Witali Nikolajewitsch Trozki (Виталий Николаевич Троцкий; 1835–1901), russischer General und Staatsmann
- Terentij Parchomenko (Терентій Макарович Пархоменко; 1872–1910), Kobsar
- Hennadij Awramenko (* 1965), Sportschütze